# 練習曲作品10-1 (ショパン)
フレデリック・ショパンの練習曲作品10の第1番（れんしゅうきょくさくひんじゅうのだいいちばん）ハ長調は、アルペッジョ（分散和音）の練習曲である。1830年の晩秋に作曲された。

## 解説
Allegro、4/4拍子。三部形式

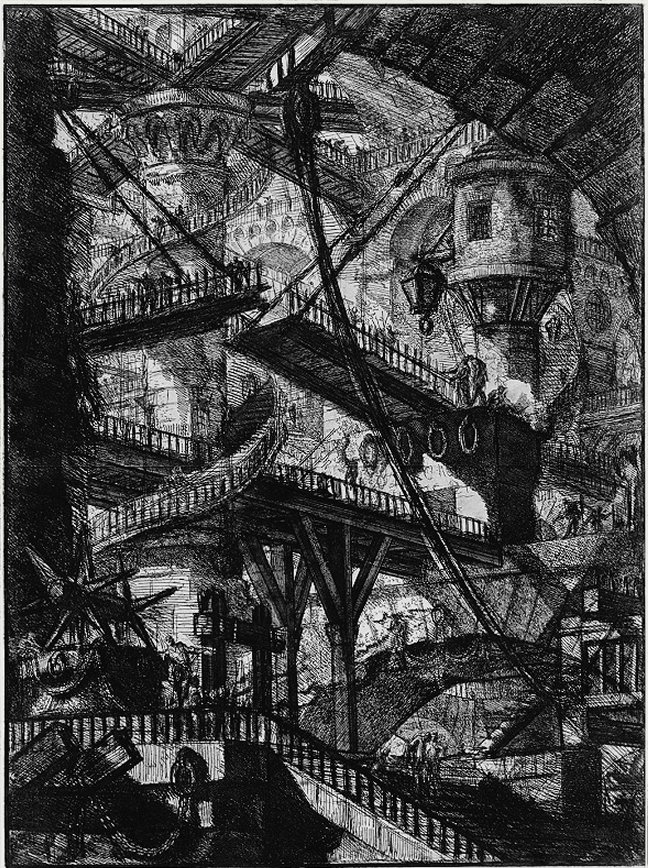
ピラネーシ「跳ね橋」

「12の練習曲 作品10」の1曲目であるが、第8番から第11番（1829年作曲）、第5番と第6番（1830年）に次いで作曲された。左手がオクターブで奏でる旋律の上に、右手による分散和音が4オクターブを超える音域にわたって演奏される。分散和音の和声進行はコラールのようでもあり、演奏者はハーモニーを把握した上で演奏する必要がある。 また、この曲は難曲ぞろいのショパンのエチュードの中でも非常に演奏難易度が高く、柔軟な手首の使い方をする事が求められる。
1916年出版のシャーマー版の巻頭言では、アメリカの音楽評論家のジェームス・ハネカー(1860-1921)がこの曲の持つ、めまぐるしい音の上昇と下降の催眠性が目と耳にもたらす効果を「Carceri d'invenzione」(「prisons」、1745、1761)のジョヴァンニ・バッティスタ・ピラネージ画の恐怖の階段と比較した。

## 使われた作品など
アニメ作品
- 出ましたっ!パワパフガールズZ (2006-07年) - 豪徳寺みやここと、ローリング・バブルスがピアノで弾く場面で流れる。
- ピアノの森 (2018年) - 富貴晴美編曲による「海へ」がオープニングテーマとして第２話から使用されている。

ゲーム作品
- NyaHaX'93 (1993年) - エンディングテーマとして使用された。